# Talaimannar
Talaimannar (en tamil: தலைமன்னார்) es un poblado costero ubicado al noroeste de Sri Lanka, en la isla Mannar.
Con la finalización del puente de Pamban y la llegada del ferrocarril a Dhanushkodi, en 1914, se estableció un servicio de ferry que conectaba esta última con Talaimannar y la red ferroviaria de Sri Lanka.
El ciclón tropical de 1964 arrasó la región afectando a Sri Lanka y a la India. Dhanushkodi no fue reconstruida y la cabecera hindú del ferry se trasladó a Rameshwaram. En 1983 ambos servicios, el ferry y el ferrocarril, fueron interrumpidos por el conflicto étnico en Sri Lanka. Desde 2010 hay proyectos para reactivar el servicio de ferry.
El puerto de Talaimannar tiene un muelle de 265 metros.